# Rosenfelspark
Der Rosenfelspark, kurz auch: Rosenfels, in der baden-württembergischen Stadt Lörrach ist eine rund 2,4 Hektar große öffentliche Parkanlage, die etwa einen halben Kilometer südöstlich des Zentrums gelegen ist. Der Park gehörte ursprünglich zum Landgut einer Fabrikanten-Familie und wurde im 20. Jahrhundert der Öffentlichkeit zugänglich gemacht. Der Park weist einen alten Baumbestand auf und hat ein kleines Tiergehege. Während des Sommers ist der zentrale Platz mit angrenzender Konzertmuschel einer der Austragungsorte und bilden den Abschluss des Lörracher Stimmen-Festivals. Nach dem Landschaftspark Grütt im Norden der Stadt, einem ehemaligen Landesgartenschau-Gelände, ist der Rosenfelspark gemessen an der Fläche der zweitgrößte Park der Stadt.

## Geschichte

### Anfänge als Landgut

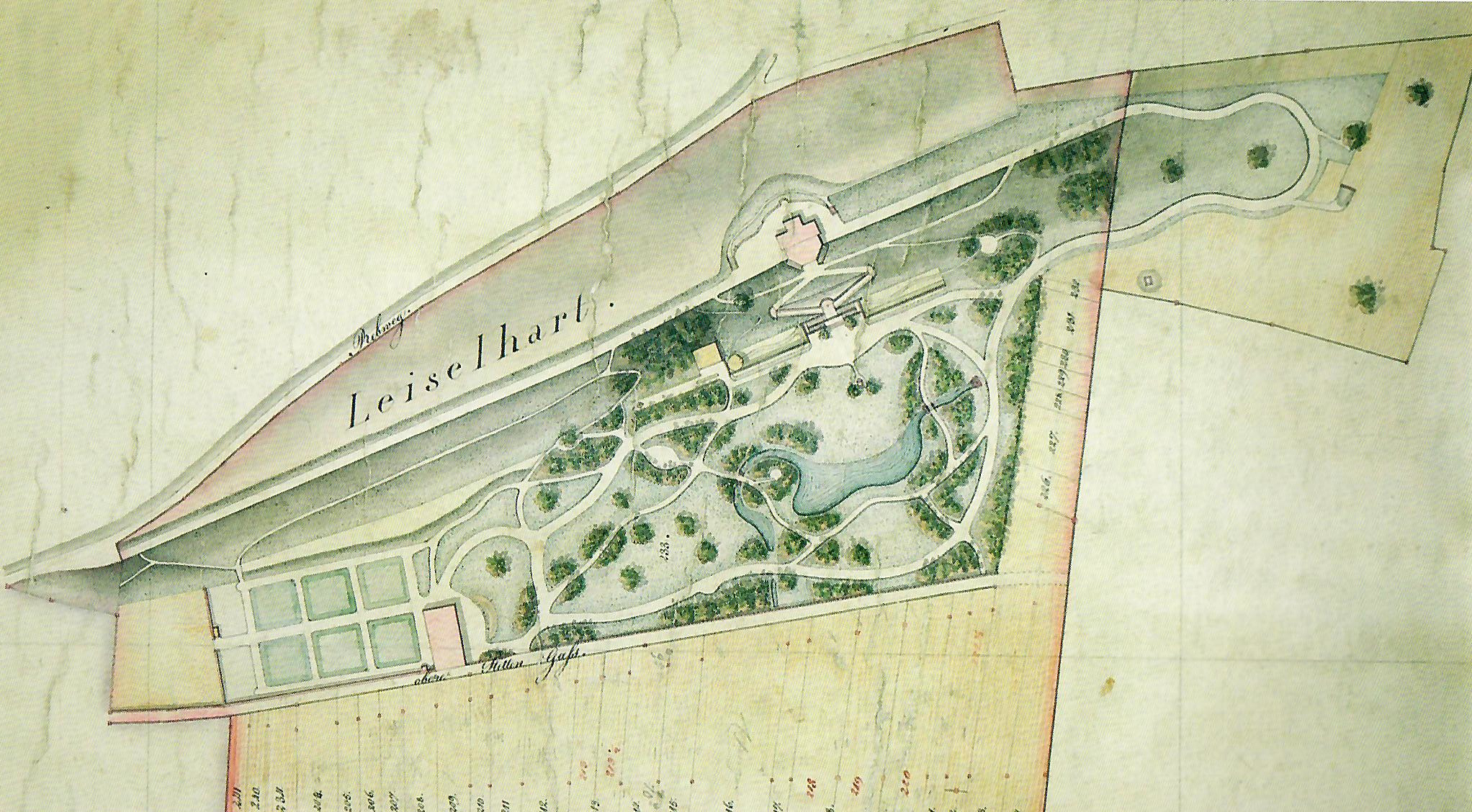
Planskizze von Hüttinger (1831/32)

Der Fabrikant Peter Koechlin (1782–1841), Mitglied der Koechlin-Familie, bewohnte als Geschäftsführer einer Stoffdruckerei in Lörrach ein heute noch erhaltenes Herrenhaus in der Herrenstraße 23. Zusätzlich erwarb Koechlin ein Grundstück und Landgut im östlichen Teil, das durch den Geometer Hüttinger gestaltet wurde. Aus dem Jahr 1831 ist eine Planzeichnung erhalten, in der J. Hüttinger neben sechs großen quadratischen Beeten ein Gärtnerhaus mit Treibhaus, Reben am Hang und einen Pavillon – als Lustschloss bezeichnet – vorsah. Der Landschaftspark im Stil eines englischen Gartens findet 1859 in einer notariell beglaubigten Erteilungsurkunde Erwähnung. Das Landgut erstreckte sich weiter in Richtung des Dorfes Stetten und ist wie folgt beschrieben:

„Das Landgut auf Niedergeld und dem Leuselhard gelegen, bestehend in einem Landhaus, Gärtnerwohnung und Treibhaus, einer englischen Anlage, einem Gemüsegarten, Feld, Reben, Rain, ungefähr 7 Morgen Garten und Feld, 2½ Morgen Reben, 1½ Morgen Rain, wovon ein Teil in Stettener Gemarkung liegt.“

Zu dieser Zeit gab es in Lörrach nur einen großen Garten. Er war am Dienstsitz des Landvogts und reichte von der Wallbrunnstraße bis zur Turmstraße. Zentrales Element des damaligen Englischen Gartens war ein Teich, an dessen Stelle im heutigen Park Sumpfzypressen stehen.

### Besitzerwechsel

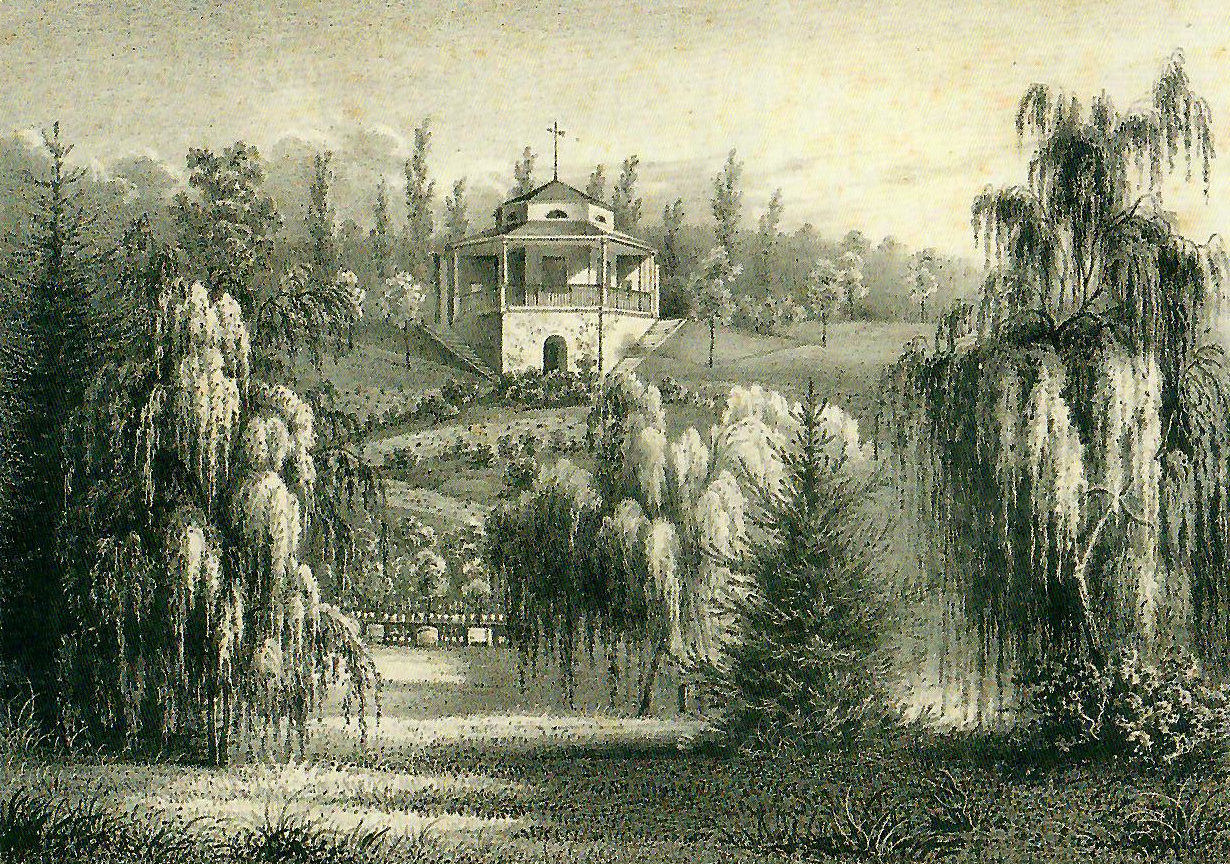
Das „Lustschloss“ am Hang, an dessen Stelle 1884 die Rosenfelsvilla entstand

Am 13. August 1881 wechselte das Landgut in den Besitz von Mathilde Amalie Baumgartner (geb. Favre), die den Besitz neoklassizistisch umbauen ließ. Dabei entstand 1884 an der Stelle des „Lustschlosses“ eine Villa. Der ehemalige hexagonale Pavillon wurde dabei in die Villa integriert und bildet einen hervorspringenden Teil, der von einem Balkon umsäumt wird. Seit einem weiteren Umbau 1895 heißt das Anwesen „Villa Rosenfels“. Nach dem Tod von Mathilde Amalie Baumgartner am 18. April 1893 wurde die Villa weiterverkauft, blieb aber im Besitz der Familie Favre, sodass die Villa Rosenfels auch kurzzeitig Villa Favre genannt wurde. Als Anfang 1924, nach der großen Inflation in Deutschland, der herrschaftliche Besitz an die Verwertungsgesellschaft Rosenfels Geländeverwertungs-GmbH in Lörrach überging und aufgeteilt werden sollte, regte sich öffentlicher Widerstand dagegen. Da das notwendige Eigenkapital fehlte, unterblieb eine Aufteilung und 1934 kam es zur Zwangsversteigerung des Geländes. Zwar wurde das Anwesen parzelliert, es sollte trotzdem der Kern der Anlage erhalten bleiben. Im nördlichen Teil entstand daraufhin das erste Gebäude der Milchzentrale, im Osten und Süden wurden Familienhäuser gebaut.

### Seit dem Zweiten Weltkrieg
Während des Zweiten Weltkrieges gingen das übrige Landstück von etwa 1,6 Hektar, die Villa und der Park am 20. März 1943 in den Besitz der Stadt Lörrach über. Während des Krieges wurde der Stollen unterhalb der Villa als Luftschutzkeller für den damaligen Bürgermeister Reinhard Boos und die örtliche Luftschutzleitung ausgebaut. Seine Fertigstellung fand Ende 1944 statt. Der Keller führt rund 40 Meter weit in den Berg hinein und sollte bis zu 140 Personen Platz bieten. In den Räumen waren die Befehlsstände der Stadtregierung und Luftschutzleitung eingerichtet. Neben einer Stromversorgung für Kommunikationseinheiten waren Tische und Stühle sowie Kartoffeln und Wintergemüse eingelagert. Der tatsächliche Einsatz dieses Luftschutzkellers ist nicht dokumentiert, erscheint aber angesichts der Tatsache, dass es in Lörrach keine Luftangriffe gab, als unwahrscheinlich.
In den 1950er Jahren wurde das Tiergehege im Rosenfelspark eingerichtet. Ab 1953 wurden dort auch Affen gehalten. Im Jahr 2011 entschied der Lörracher Gemeinderat, dass die in die Jahre gekommene Unterbringung nicht mehr artgerecht sei und die beiden verbliebenen Javaneraffen in eine niederländische Auffangstation überführt werden sollen.
Im Jahr 2011 formierte sich der Förderverein Pro Rosenfels, der die damals anstehende Neugestaltung und den Erhalt des Rosenfelsparks samt Tiergehege unterstützte und in die Planungen zur Umgestaltung involviert war. Im Sommer 2019 wurde ebenfalls der Spielplatz im Südteil des Parks komplett erneuert. 2020 ergänzten noch eine Trampolin- und eine Calisthenicsanlage im hinteren Teil die Erneuerungsarbeiten.

## Beschreibung

### Lage und Umgebung

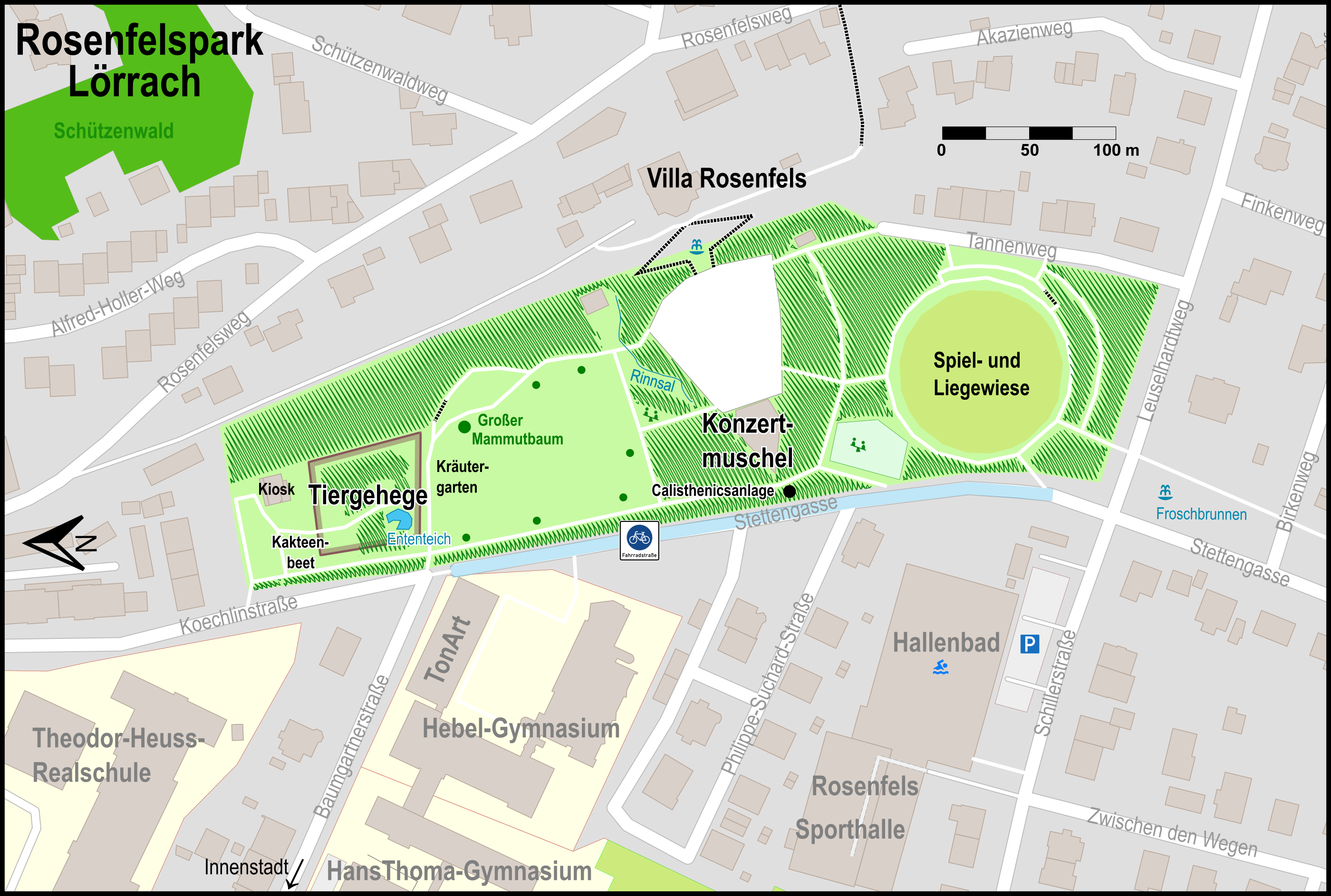
Karte des Rosenfelsparks

Die lang gezogene Parkfläche des Rosenfelsparks am Fuße des Schädelbergs und des Stettener Wohngebietes Leuselhardt misst in Nord-Süd-Richtung rund 300 Meter, in West-Ost-Richtung bis zu 120 Meter. Südlich wird das Gebiet vom Leuselhardtweg begrenzt, östlich von den beiden Stichstraßen Tannenweg und dem Rosenfelsweg, im Westen von der Koechlinstraße im Nordteil und der Stettengasse im Südteil. Die Stettengasse wurde im Abschnitt, der genau am Rosenfelspark verläuft, 2013 zur Fahrradstraße erklärt. Westlich grenzt der Campus Rosenfels an, der aus drei weiterführenden Schulen besteht. Benachbart zum Südteil des Parks befindet sich das Lörracher Hallenbad.
Der Rosenfelspark liegt auf einer Höhe von 300 m ü. NN und ist nahezu ebenerdig. Am Ostrand gibt es einzelne Nebenwege, die zum Hang hin etwas ansteigen. Das Wegenetz des Parks ist knapp über einen Kilometer lang. Der fast komplett von bewohntem Gebiet umgebene Park hat im Westen vier Zugänge, im Süden einen und im Osten drei.

### Park

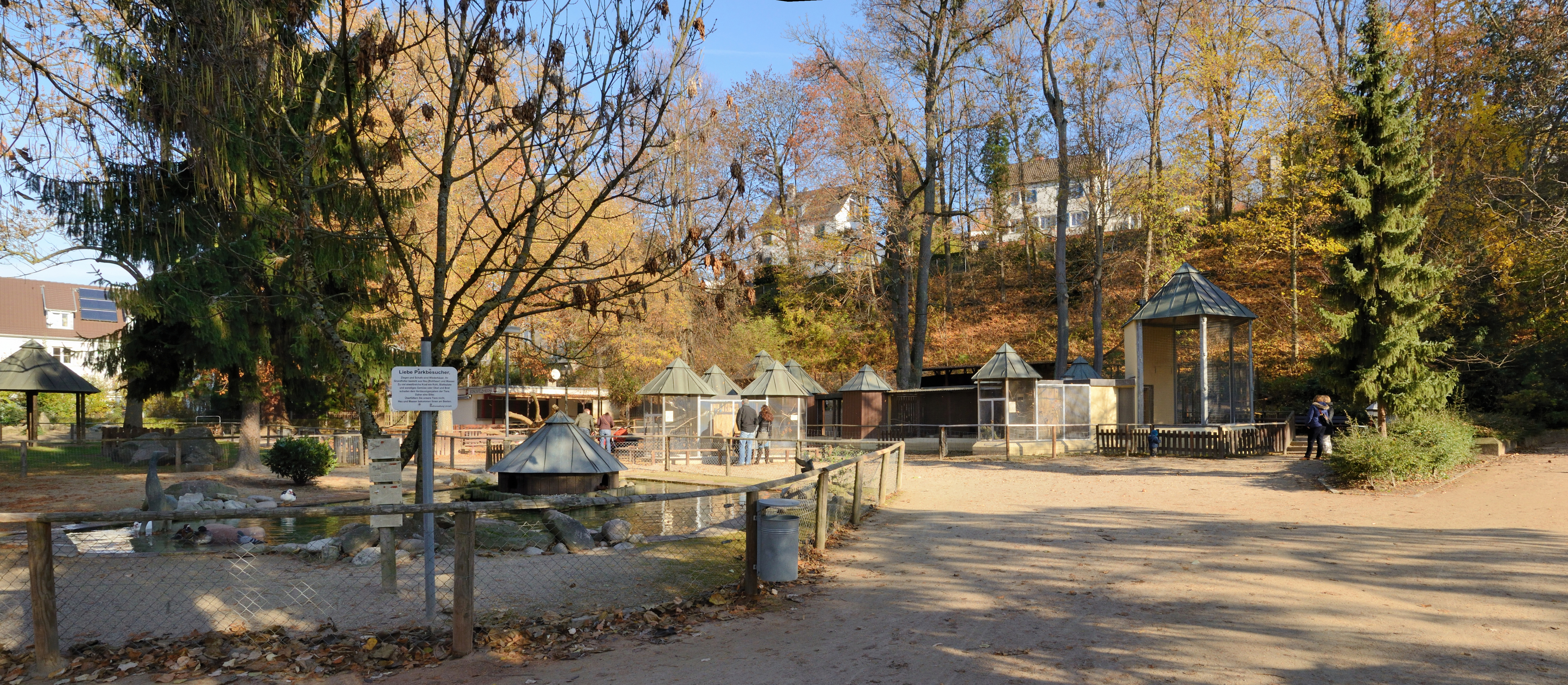
Tiergehege

Im Nordteil des Parks befindet sich ein kleiner Tierpark mit überwiegend einheimischen Tieren, darunter Zwerg-Ziegen, Skudden-Schafen, Sittichen, einige Hühnerrassen sowie in einem kleinen Teich Schildkröten und Enten. Der Eintritt ist frei. Im Tiergehege befinden sich sechseckige Käfige mit Pyramidendächern. Die bis 2012 gehaltenen Affen wurden aufgegeben. Im Nordteil des Tiergeheges befinden sich ein Kakteenbeet und ein 2020 renovierter Kiosk, außerdem ein Kräuter- und Gemüsebeet, das der Idee des urbanen Gartenbaus folgte.
Südlich vom Tiergehege befindet sich eine Wiesenfläche, die von mehreren großen Mammutbäumen und einigen Blumen- und Kräuterbeeten umsäumt wird. Neben dem Rosenfelspark und dem Aichele-Park befinden sich auch im Grüttpark Mammutbäume. Der Mammutbaum im Rosenfels neben dem Tiergehege ist das größte und älteste Exemplar in Lörrach. Vermutlich stammt der Baum aus den 1880er Jahren. Südlich der Wiesenfläche befindet sich ein kleiner Kinderspielplatz. Aus dem östlichen Teil läuft ein kleines Rinnsal quer bis zum Bestand der Sumpfzypressen. Hier steht auch eine kleine Putto-Statue auf einem Sockel.
Weiter südlich befindet sich ein etwa 1500 Quadratmeter großer, zentraler Platz, der sich fächerförmig nach Osten öffnet. Der östliche Teil des Platzes ist terrassenartig zum restlichen Platz leicht erhöht. Nach Norden und Süden ist die Terrasse, die als Vorplatz vor der höher gelegenen Villa fungiert, über zwei flache Rampen erreichbar, nach Westen über eine etwa zehn Meter breite Treppe. Östlich des zentralen Platzes ist ein Stollen, der Einblicke in die regionale Geologie gibt. Dieser Stollen ist mit einem Eisentor verschlossen und wird nur zu speziellen Führungen geöffnet. Geologische Funde durch Otto Wittmann von kleinen Schnecken und anderen Fossilien auf Felsabdrücken zeugen davon, dass vor rund 30 Millionen Jahren an diesem Bereich die Steilküste eines Meeres gewesen war. Beidseitig des Stollens führt eine Treppe hinauf zur Rosenfels-Villa. Von einer Hermes-Statue knapp unterhalb der Villa läuft ein künstlicher Wasserfall herunter.

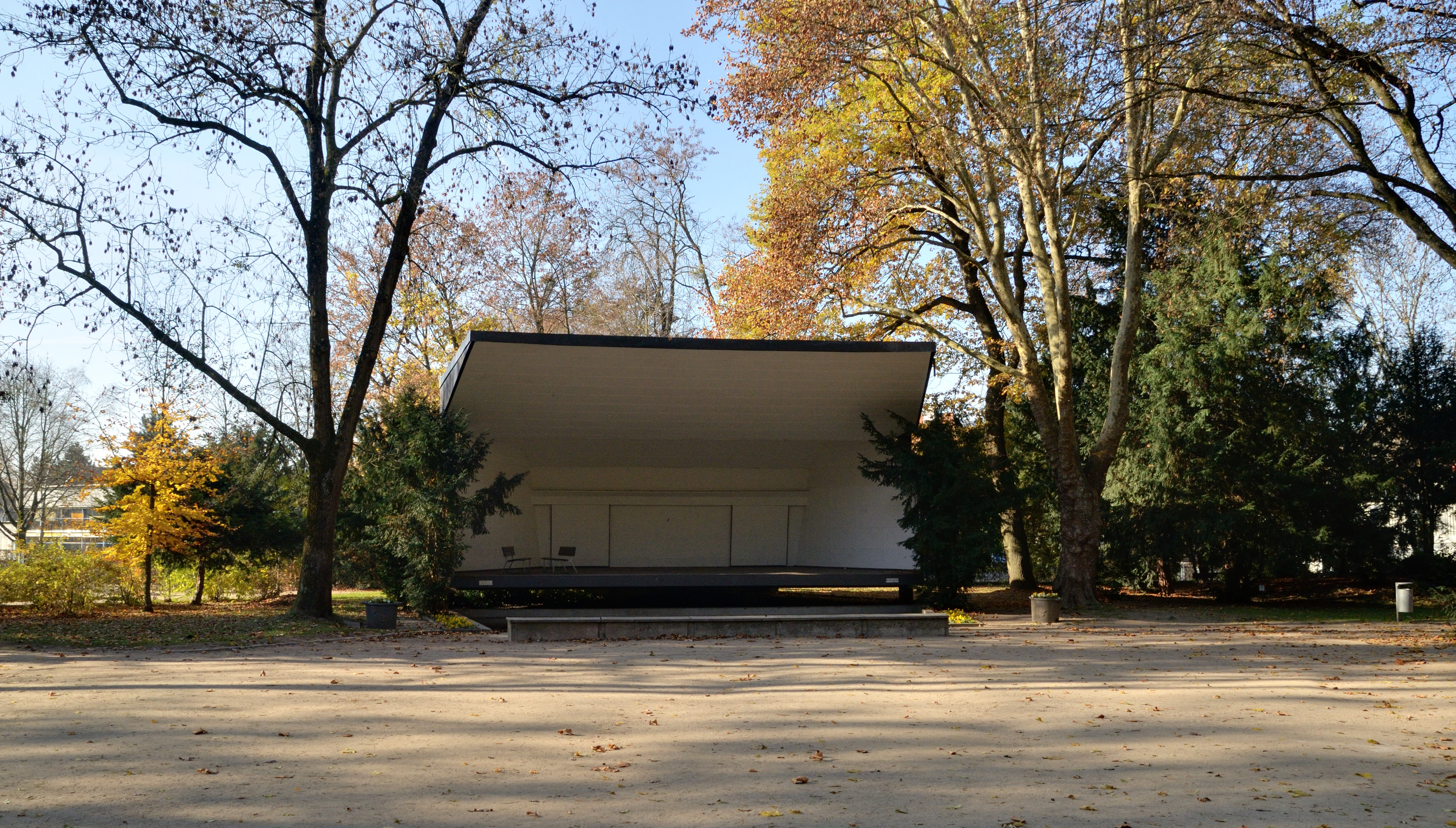
Konzertmuschel

Westlich des zentralen Platzes befindet sich eine zum Platz hin geöffnete Konzertmuschel. Das seit 1994 ausgetragene Stimmen-Festival nutzt neben dem zentralen Marktplatz in der Innenstadt und weiteren Austragungsorten auch die Konzertmuschel im Rosenfelspark für Open-Air-Konzerte im Rahmen des Festivals. Beispielsweise traten dort 2015 die Sängerin Sandra Nkaké und 2019 der Sänger Kiefer Sutherland dort auf.
Im Südteil des Parks befinden sich ein größerer Kinderspielplatz mit Wasserspielmöglichkeiten im Sand, eine Calisthenics-Anlage, ein Bouleplatz und eine kreisrunde Spiel- und Liegewiese mit einem Durchmesser von 55 Metern. Abgesehen von dieser Freifläche, dem zentralen Platz und der Wiese im Nordteil ist der Rosenfelspark von vielen Bäumen dominiert.

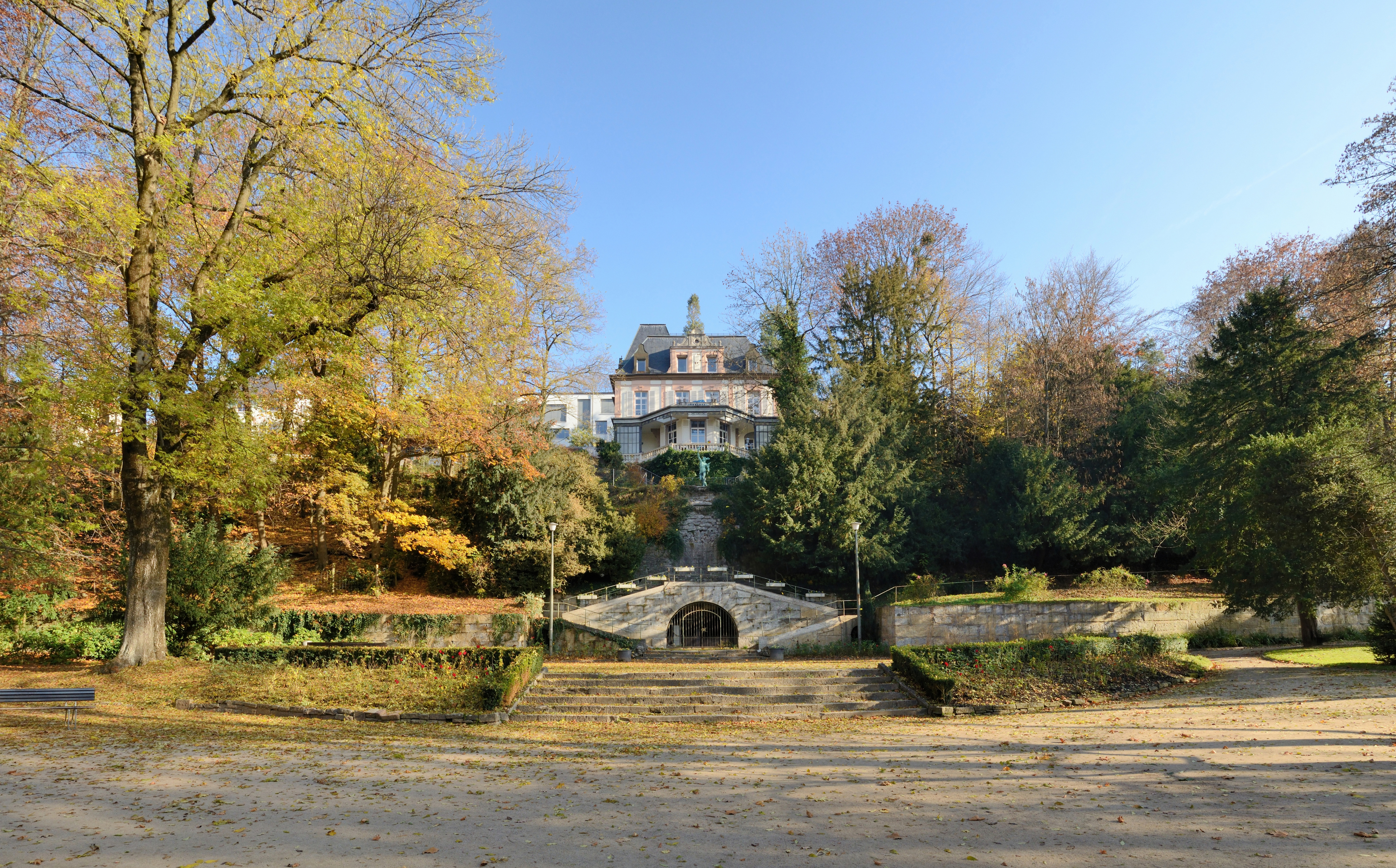
Villa Rosenfels mit dem Eingang zum Stollen
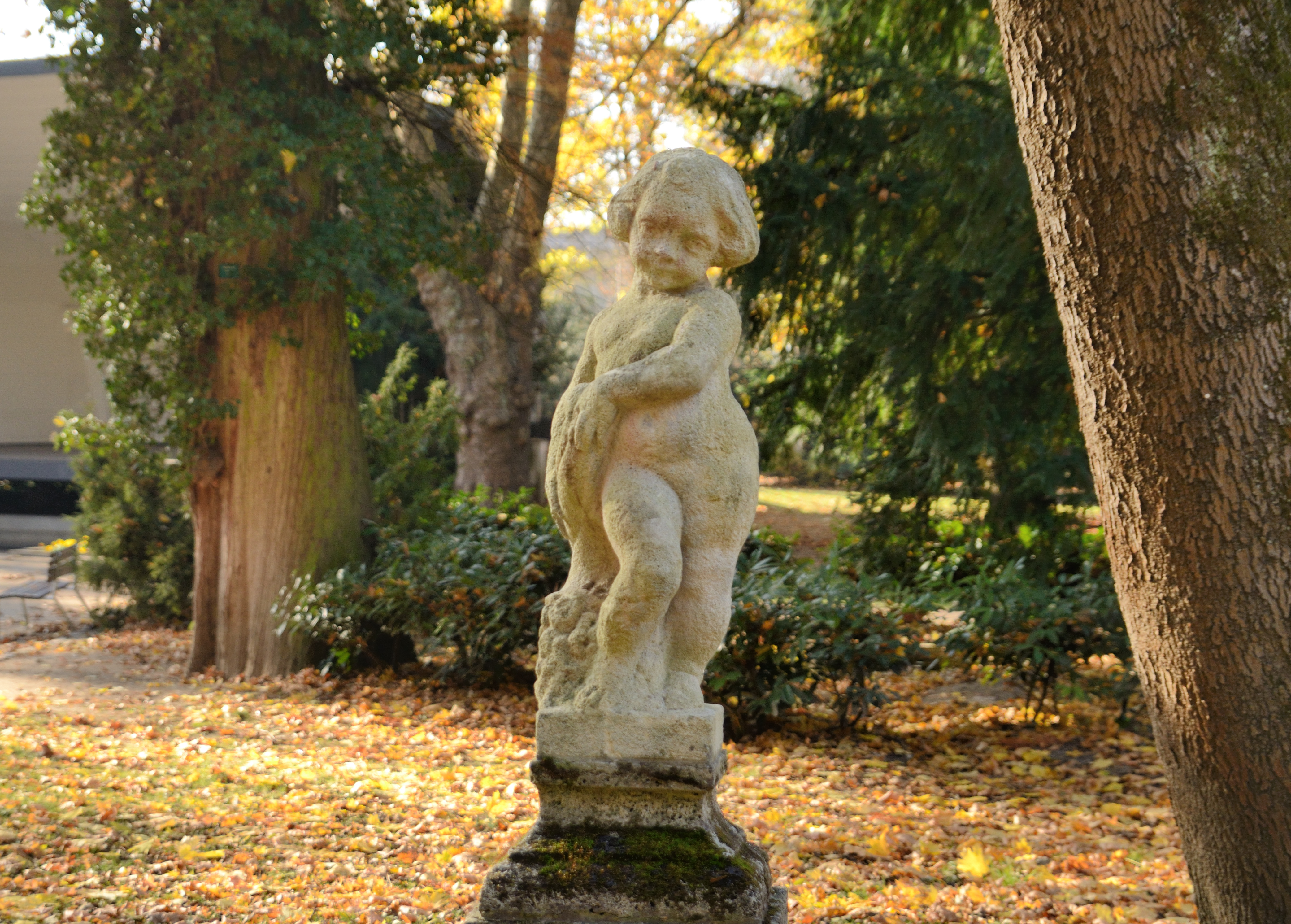
Putto-Statue